# Lago Vittoria
Il lago Vittoria (in inglese Lake Victoria; in kinyarwanda Nyanza; in dholuo Nam Lolwe; in luganda 'Nnalubaale) è la più estesa massa d'acqua dolce dell'Africa (68100 km²) nonché la seconda del mondo dopo il nordamericano lago Superiore.
Sorge a ridosso dell'equatore e fa parte del gruppo dei Grandi Laghi, dei quali è il maggiore; nonostante l'estensione, è solamente il settimo lago del mondo per volume (2750 km³) per via della sua relativamente scarsa profondità (circa 80 m).
Amministrativamente diviso tra Kenya, Tanzania e Uganda, si trova su un altopiano nella Rift Valley occidentale; il suo bacino idrografico è vasto circa 240000 km², e la sua linea di costa è di poco superiore ai 4800 km.
Riceve la maggior parte delle sue acque meteoriche direttamente o tramite le migliaia di corsi d'acqua che afferiscono agli immissari del suo bacino, tra i maggiori dei quali figura il fiume Kagera, che sfocia sulla sponda occidentale del lago; il suo unico emissario è il Nilo Bianco dall'inizio del cui corso presso Jinja (Uganda) si considera convenzionalmente il punto del Nilo più lontano dalla foce.

## Geologia
Il lago Vittoria, durante la sua storia geologica, è passato attraverso delle modifiche successive che hanno portato alla creazione della presente depressione, passando attraverso a ciò che potrebbe essere stata una serie di laghi molto più piccoli Campioni prelevati dal suo fondo rilevano che il lago si prosciugò completamente almeno tre volte dalla sua formazione. Questi cicli sono probabilmente correlati alle passate ere glaciali, in cui le precipitazioni diminuirono globalmente. L'ultimo prosciugamento avvenne 17.300 anni fa, e il successivo riempimento iniziò circa 14.700 anni fa. Geologicamente il lago Vittoria è relativamente giovane (circa 400.000 anni) ed iniziò a formarsi quando i fiumi che scorrevano verso ovest vennero sbarrati.

## Isole
Ci sono più di 3000 isole all'interno del lago Vittoria, molte delle quali disabitate ed alcune invece densamente popolate come l'isola Migingo. Tra queste vi è anche un arcipelago di 84 isole appartenenti al territorio dell'Uganda nel nord-ovest del lago e sono le isole Ssese, che sono diventate una popolare destinazione per turisti.
Nel corso del tempo inoltre si è registrata la presenza di isole galleggianti, anche di notevole estensione, formatesi a partire da conglomerati di piante acquatiche. Tra i locali è diffusa la credenza che siano abitate da spiriti, anche se di fatto, possono rappresentare un pericolo per le persone e per le attività economiche.

## Ecologia e impatto sociale
Il lago Vittoria gioca un ruolo vitale per la sopravvivenza delle numerose persone che vivono intorno alle sue coste e sulle sue isole, come a Migingo, l'isolotto conteso tra Kenya e Uganda più densamente popolato al mondo, sul quale vivono oltre 400 persone in uno spazio di 0,02 km².
L'ecosistema del lago e dei terreni confinanti ha subito mutamenti negativi a causa dell'intervento umano. Durante gli anni 50, il persico del Nilo fu introdotto nel lago nel tentativo di aumentare la produzione della pesca. L'operazione si dimostrò completamente devastante per l'ecosistema locale, che vide estinguersi molte delle specie di pesci ciclidi endemiche del lago causando un danno alla biodiversità difficilmente quantificabile. In più è andato rapidamente diminuendo l'iniziale buon ritorno economico della pesca del persico, che negli ultimi anni ha subito un fenomeno di sovrapesca che ne ha ridotto le dimensioni medie dai 50 kg del 1980 ai 10 kg nel 1996. Negli ultimi anni è stato registrato un aumento di alcune popolazioni di specie endemiche. Il problema è stato reso noto dal documentario L'incubo di Darwin.
Un altro problema ecologico è nato dalla proliferazione del giacinto d'acqua, nativo dell'America tropicale, che formando uno spesso strato sulla superficie del lago crea problemi ai trasporti, alla pesca, alla generazione di energia idroelettrica e la fornitura di acqua potabile. Nel 1995 il 90% della costa ugandese era coperta dal giacinto. Per risolvere il problema sono state utilizzate varie tecniche, tra questi, gli erbicidi e l'introduzione di un particolare insetto infestante, il Neochetina eichhorniae, hanno dato buoni risultati.

Variazioni idrografiche del lago.

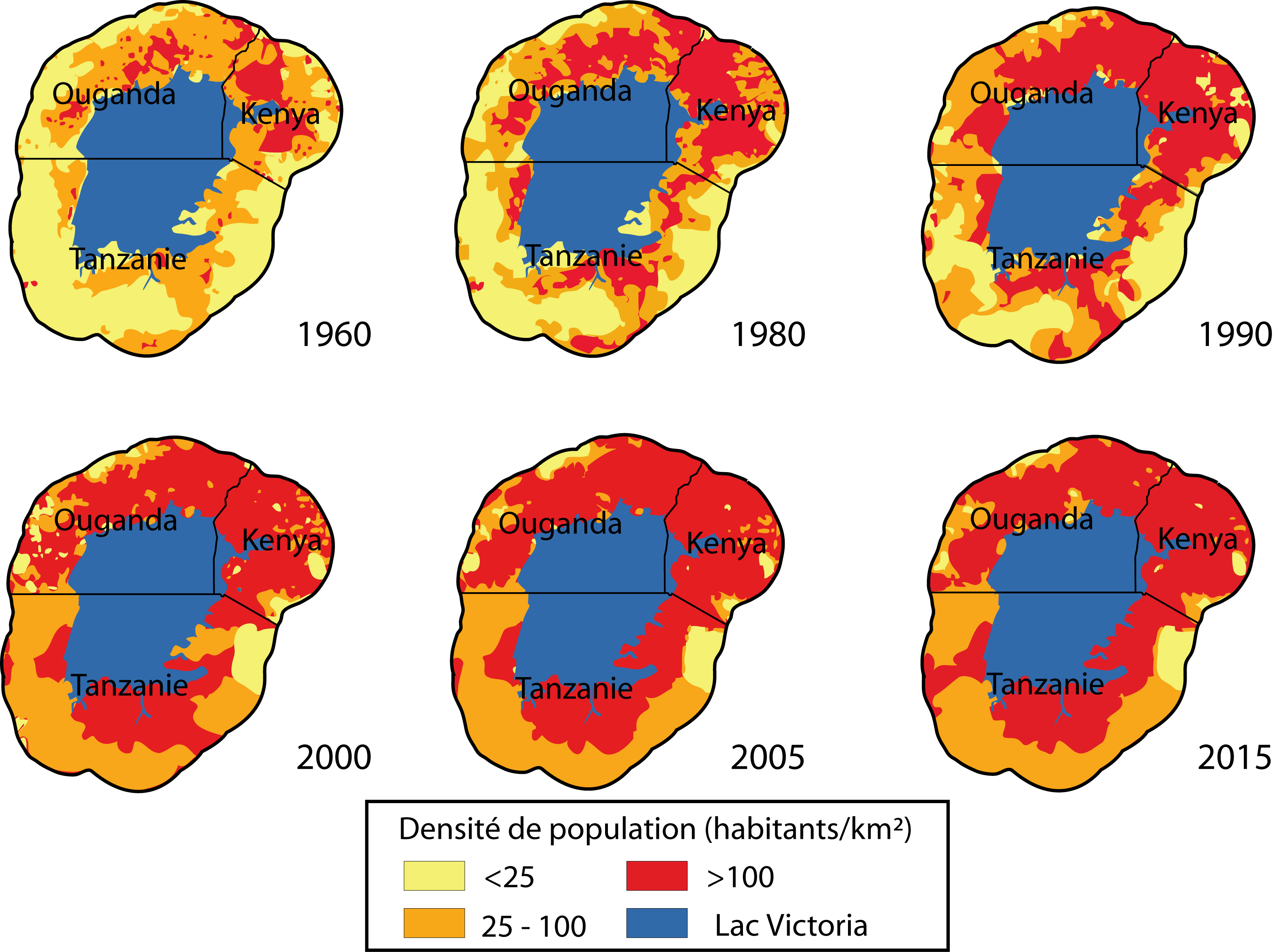
Densità di crescita intorno al lago Vittoria

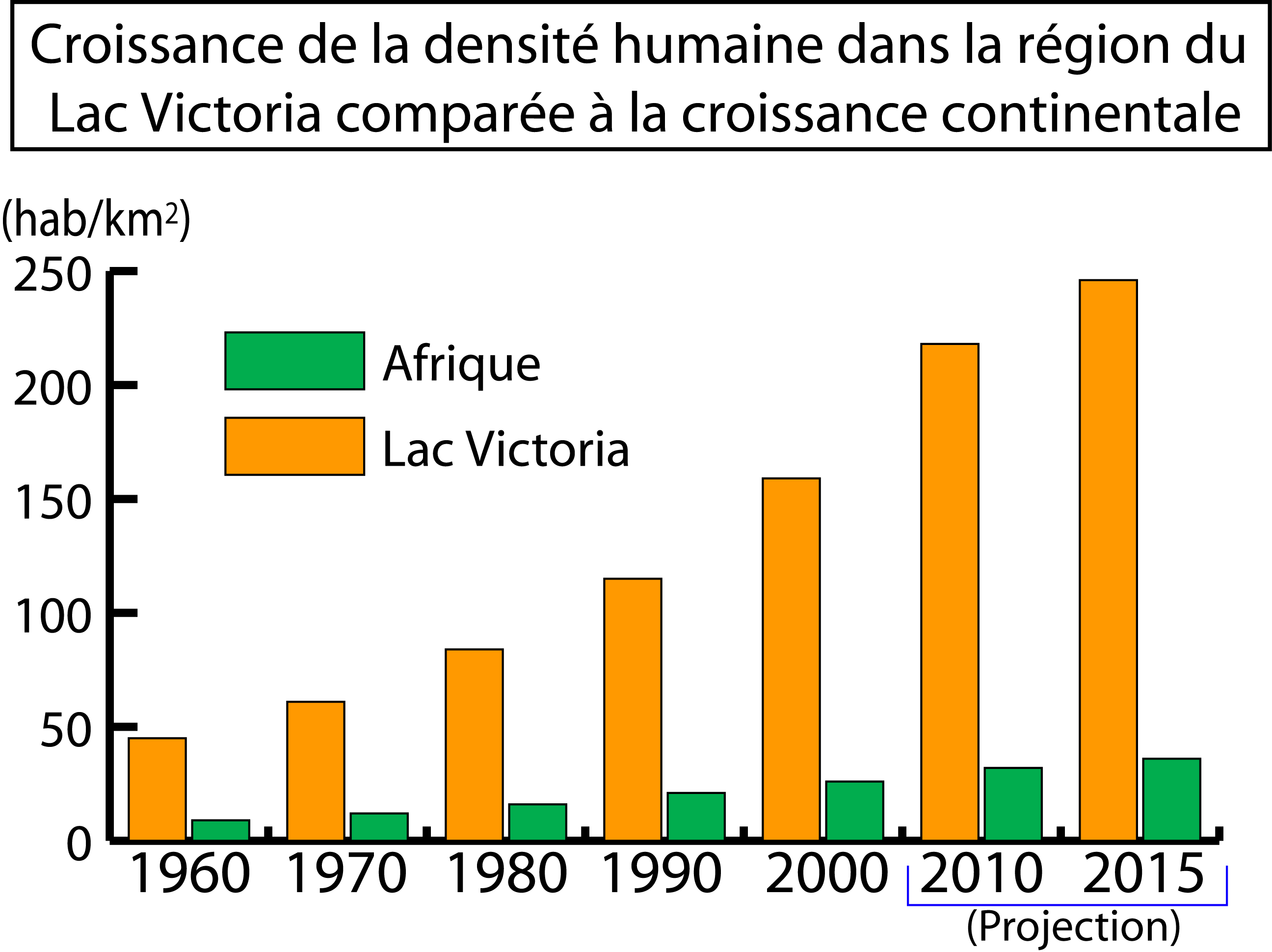
Grafico della densità di crescita umana intorno al lago Vittoria paragonata alla densità di crescita continentale

Linguaggi lacustri intorno al lago Vittoria

## Trasporti
Dal XX secolo le ferrovie del lago Vittoria sono state un mezzo di trasporto importante tra Uganda, Tanzania e Kenya. I principali porti del lago sono Kisumu, Mwanza, Bukoba, Entebbe, Port Bell e Jinja.

## Le esplorazioni
Le prime informazioni sul lago Vittoria vengono dai commercianti arabi che setacciavano le zone interne dell'Africa alla ricerca di oro, avorio, schiavi e altri beni preziosi. Una eccellente mappa del 1160 circa, conosciuta come la mappa di al-Idrīsī (dal nome del geografo arabo che operò anche a Palermo, nella corte normanna di Ruggero II di Sicilia), mostra una accurata rappresentazione del lago Vittoria, descritto come la sorgente del Nilo.
Il primo europeo a scoprire il lago fu John Hanning Speke, un esploratore britannico, che nel 1858 ne raggiunse la costa meridionale, durante un viaggio esplorativo intrapreso insieme a Richard Francis Burton con lo scopo di trovare la sorgente del Nilo, considerata all'epoca come risorsa strategica per l'amministrazione coloniale britannica. Credendo di aver trovato la sorgente del Nilo, e vedendo questa ampia distesa d'acqua per la prima volta, Speke diede al lago il nome di Vittoria in onore dell'allora sovrana del Regno Unito.
La scoperta di Speke non dava la certezza che quel lago fosse la vera sorgente del Nilo, anche perché Speke non lo esplorò tutto, e questo portò molti esploratori a recarsi nella zona per confutare o confermare la teoria di Speke. Tra questi vi fu anche il famoso esploratore e missionario David Livingstone, che però fallì nel suo tentativo di verificare la scoperta e si spinse troppo a ovest, arrivando fino al sistema fluviale del fiume Congo. Fu invece il giornalista ed esploratore britannico Henry Morton Stanley a confermare la veridicità della scoperta, circumnavigando il lago e scoprendo sulla costa settentrionale le cascate Ripon, che formano il Nilo Bianco. Fu in questo viaggio che si disse che Stanley abbia salutato con notevole understatement l'esploratore britannico con le famose parole Dr. Livingstone, I presume? (in italiano: Dottor Livingstone, suppongo?), dopo averlo scoperto malato e scoraggiato in un campo sulle sponde del lago Tanganica.
La conferenza di Berlino del 1884 divise il lago Vittoria in due parti, una britannica (Kenya e Uganda, 51% delle acque) e l'altra tedesca (Tanganica, 49% delle acque). Dopo la prima guerra mondiale, nel 1919, col passaggio del Tanganica all'Impero britannico il lago Vittoria si trovò interamente sotto giurisdizione inglese, circondato da soli domini britannici fino al 1961 (anno di indipendenza del Tanganica).